# بیکیان
بیکیان (انگلیسی: Bikyan) یک شهرک در شهرستان زیلایرسکی استان باشقیرستان کشور روسیه است.